# Leucadendron cryptocephalum
Leucadendron cryptocephalum är en tvåhjärtbladig växtart som beskrevs av Guthrie. Leucadendron cryptocephalum ingår i släktet Leucadendron och familjen Proteaceae. Inga underarter finns listade i Catalogue of Life.